# آنک!... پاریس
آنک! پاریس یا باره، نگاره، تنواره، آنک! پاریس: هنر را شکرپاره کتابی به نویسندگی میرجلال‌الدین کزازی است که در سال ۱۳۹۵ توسط نشر صدای معاصر به زبان فارسی منتشر شد. این کتاب در زمینه مستندنگاری بوده و در زمستان ۱۳۹۶ در فهرست نامزدهای دریافت جایزه کتاب سال قرار گرفت.
کتاب آنک! پاریس به عنوان یکی از برگزیدگان سی و پنجمین دوره کتاب سال ایران انتخاب شد.

## دربارهٔ کتاب
آنک پاریس گزارش سفر میر جلال الدین کزازی به پاریس است.

## جایزه‌ها
- کتاب برگزیده سال ۱۳۹۶[۱]
- برندهٔ جایزهٔ بهترین کتاب در بخش مستندنگاری، جایزه جلال آل‌احمد